# هوپی، هبئی
هوپی (به لاتین: Huapi) یک منطقهٔ مسکونی در چین است که در هبئی واقع شده‌است. هوپی ۹۵ متر بالاتر از سطح دریا واقع شده‌است.